# Огивара, Цугихару
Цугихару Огивара (яп. 荻原 次晴, 20 декабря 1969 года, Кусацу, Япония) — японский двоеборец, чемпион мира 1995 года, участник зимних Олимпийских игр 1998 года.

## Спортивная биография
19 марта 1994 года Цугихару Огивара дебютировал в Кубке мира на этапе в канадском Тандер-Бее. Спустя год японский двоеборец стал вторым на этапе в чешском Либереце, уступив лишь своему брату-близнецу Кэндзи. Спустя месяц Цугихару вновь стал вторым на этапе в Осло и вновь победителем этапа стал Кэндзи, который по итогам сезона стал обладателем Кубка мира. В марте 1995 года Цугихару уже совместно с братом стал чемпионом мира в командном первенстве.
В 1998 году Огивара принял участие в зимних Олимпийских играх в Нагано. В личном первенстве Цугихара провёл отлично прыжковую часть соревнований, заняв 3-е место, но слабо проведённая лыжная гонка оставила японского двоеборца лишь на итоговом 6-м месте. В командных соревнованиях японцы показали 5-й результат.
Дважды Огивара становился победителем на этапах Кубка мира Б. В 1998 году японский двоеборец завершил спортивную карьеру.

## Личная жизнь
Брат-близнец — Кэндзи Огивара — двукратный Олимпийский чемпион, трёхкратный победитель Кубка мира.